# فائز عیسی
قاضی فائز عیسی (اردو: قاضی فائز عیسی؛ زادهٔ ۲۶ اکتبر ۱۹۵۹) یک حقوقدان پاکستانی است که از ۱۷ سپتامبر ۲۰۲۳ به عنوان بیست و نهمین رئیس دادگاه پاکستان (قاضی القضات) شروع به خدمت کرده است وی در سال ۲۰۱۴ به عنوان قاضی دیوان عالی منصوب شد و پیش از آن از سال ۲۰۰۹ تا ۲۰۱۴ به عنوان رئیس دادگاه عالی بلوچستان خدمت کرده بود.
فائز عیسی قرار است تا ۲۵ اکتبر ۲۰۲۴، زمانی که دوره او به پایان می‌رسد، قاضی القضات باقی بماند. ایجاز الاحسن بر اساس ارشدیت جانشین او می‌شود. پیشینه خانوادگی قاضی‌القضات او به شهر قندهار در جنوب افغانستان می‌رسد و پدرش در کنار محمدعلی جناح، بنیانگذار پاکستان، برای استقلال این کشور مبارزه کرده است.